# Clemente Castañeda Hoeflich
José Clemente Castañeda Hoeflich (Guadalajara, Jalisco; 11 de marzo de 1972) es un político mexicano, miembro del partido Movimiento Ciudadano. Desde el 1 de septiembre de 2018 se desempeña como senador de la República y coordinador de la bancada de MC en el Senado.
Antes de ser senador fue diputado local de 2012 a 2015  y coordinador de la bancada de su partido en ese mismo periodo de tiempo. Posteriormente fue diputado federal y también líder de su bancada entre 2015 y 2018.

## Biografía
Nació el 11 de marzo  de 1972 en Guadalajara, hijo de Rosalba Hoeflich y Clemente Castañeda Valencia, maestro universitario y miembro fundador del PRD en Jalisco.
Estudió en la Preparatoria 5 de la  Universidad de Guadalajara, donde fue presidente del Comité de Alumnos y de la Sociedad de Alumnos.De 1991 a 1995 estudió la Licenciatura en Estudios Políticos y Gobierno en la Universidad de Guadalajara. Tiene una maestría en Ciencias Políticas y estudios de doctorado en Ciencias Políticas por The New School de Nueva York.
Está casado con Verónica Gutiérrez con quien tiene dos hijos: Luciano y Mariela.

### Inicios en la vida política
De 2007 a 2009 Clemente Castañeda fue director del Órgano Técnico de Asuntos Metropolitanos del Estado de Jalisco en la LVIII Legislatura, de 2010 a 2012 fue jefe de coordinación política del municipio de Tlajomulco de Zúñiga en el estado de Jalisco, por último en 2012 fue coordinador general de la campaña a gobernador de Jalisco de Enrique Alfaro Ramírez.

### Diputado local
De 2013 a 2015 fue diputado al Congreso de Jalisco durante la LX Legislatura; en esta etapa fue coordinador de bancada de los Diputados Ciudadanos e impulso temas en derechos humanos y derechos indígenas, transparencia, combate a la corrupción y participación ciudadana. Aquí fue Presidente de la Comisión de Asuntos Indígenas y Vocal de las comisiones de Asuntos Metropolitanos y de Hacienda y Presupuesto.

### Diputado federal
De 2015 a 2018 fue diputado federal por la vía plurinominal a la LXIII Legislatura; en esta etapa se desempeñó como coordinador de la bancada de Movimiento Ciudadano, secretario de la Comisión de Gobernación y de la de Radio y Televisión; además de integrante de las Comisiones de Comité de Administración, y de Seguimiento a los Hechos Ocurridos en Nochixtlán, Oaxaca, el 19 de junio de 2016, de seguimiento a los procedimientos electorales locales del año 2016.